# Pablo Nuila
Pablo Francisco Nuila Gonzáles  fue un militar guatemalteco con el rango de General, de orientación liberal. Fue Comandante Seccional de Olancho durante las sublevaciones militares. 
No confundir con su nieto Pablo Nuila Hub (1936-2021) que es el artífice y fundador del Curso Kaibil (Al inicio se llamó Curso de Comandos del Ejército de Guatemala) y escritor del libro “Hitos de la Historia patría”. 

## Biografía
Pablo Francisco Nuila Gonzáles, nació en Zacapa, Guatemala, el 10 de marzo de 1832. Su padre es el salvadoreño Rafael Nuila y de Cesilda Gonzáles Chacón guatemalteca de padres españoles. Pablo fue el séptimo hijo del matrimonio, sus hermanos eran: Teresa, Casilda, Nicolás, Ana María de Jesús, Josefina y José Lucio Nuila Gonzáles. casado con Felipa Leiva Rodríguez en San Pedro Sula en 1870 y con quien procreó a José Leonardo (1862-1892), Gertrudis "Tula", María, Miguel, Rafael, Carlota (1871-1904), Ventura (1877-1969), Enrique y Teresa Nuila Leiva. De sus hijos: Miguel hizo su vida en Guatemala y José Leonardo fue militar y falleció a la edad de 30 años.
En 1864 Pablo Nuila Gonzáles, era Teniente Coronel y Comandante de armas seccional de Olancho, durante la sublevaciones de los insurrectos coronel Manuel Barahona, coronel Francisco Zavala, coronel Bernabé Antúnez, Serapio Romero, Esteban Najera, con los cuales se enfrentó en varias ocasiones, por lo que le valió el agrado del Capitán general y Presidente José María Medina. 
Por sus convicciones liberales fue parte del gabinete del presidente general Luis Bográn y protegido de este, mientras su hijo José Leonardo Nuila Leiva se ganaba estas agraciadas consideraciones y fue nombrado desde joven con el rango de Teniente coronel y como Jefe político y militar y de hacienda del distrito de La Ceiba. Leonardo Nuila siempre estuvo en desacuerdo con su tío Ponciano Leiva y a favor  del doctor Policarpo Bonilla, al saber que habían llegado de Estados Unidos al Puerto de La Ceiba unas armas Winchester pedidas por el gobierno hondureño, decidió quedárselas antes de ser desembaladas y transportadas a Trujillo y armó su ejército. El general Pablo Nuila, lloro la muerte de su hijo al enterarse de que estaba condenado a muerte por el delito de Traición, sus amistades pudieron hacer nada para salvar su vida, continuó sirviendo a la administración de Honduras y del ejército hasta su fallecimiento el 13 de diciembre de 1910.

## Descendencia
Su hijo José Leonardo Nuila Leiva fue un militar que intento derrocar al presidente Ponciano Leiva. 
Su hija Carlota Nuila Leiva se casó con un ciudadano inglés Alfred Wainwright el 15 de noviembre de 1889 en Santa Bárbara, siendo oficializada la misa por el párroco Leonardo Vigil y padrinos el presidente de Honduras, el general Luis Bográn y la señora Adela Zelaya, de este matrimonio nació Juan Pablo Wainwright Nuila  (1894-1932) cofundador del Partido Comunista de Honduras.
Su hijo Ventura Nuila Leiva tuvo 7 hijos con Concepción Hub, quienes procrearon entre otros al general Pablo Nuila Hub (Alta Verapaz, 1936-2021) fundador de las Fuerzas Especiales del Ejército de Guatemala Kaibil.